# Beta (mineração)

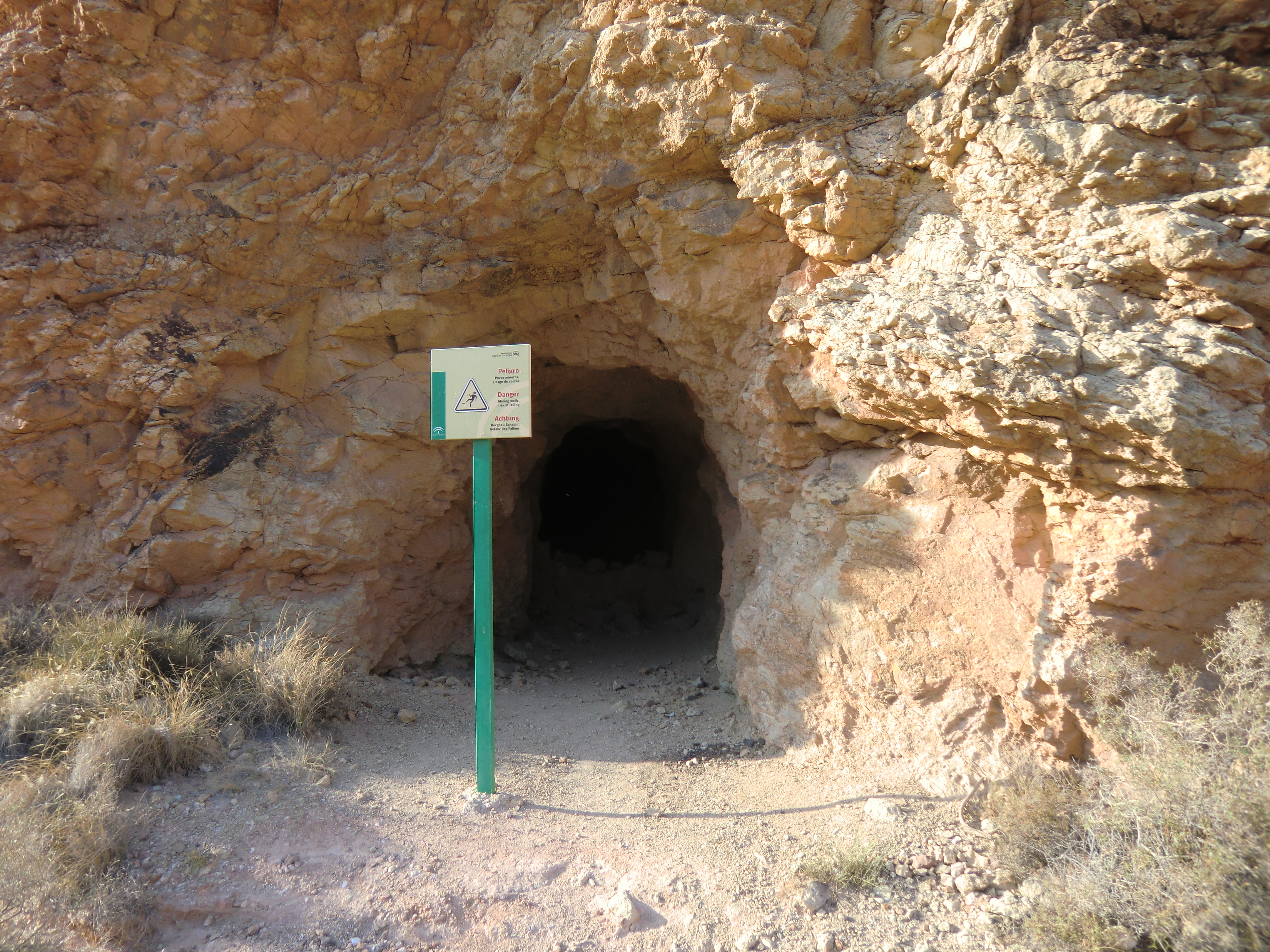
Entrada de uma beta na Espanha

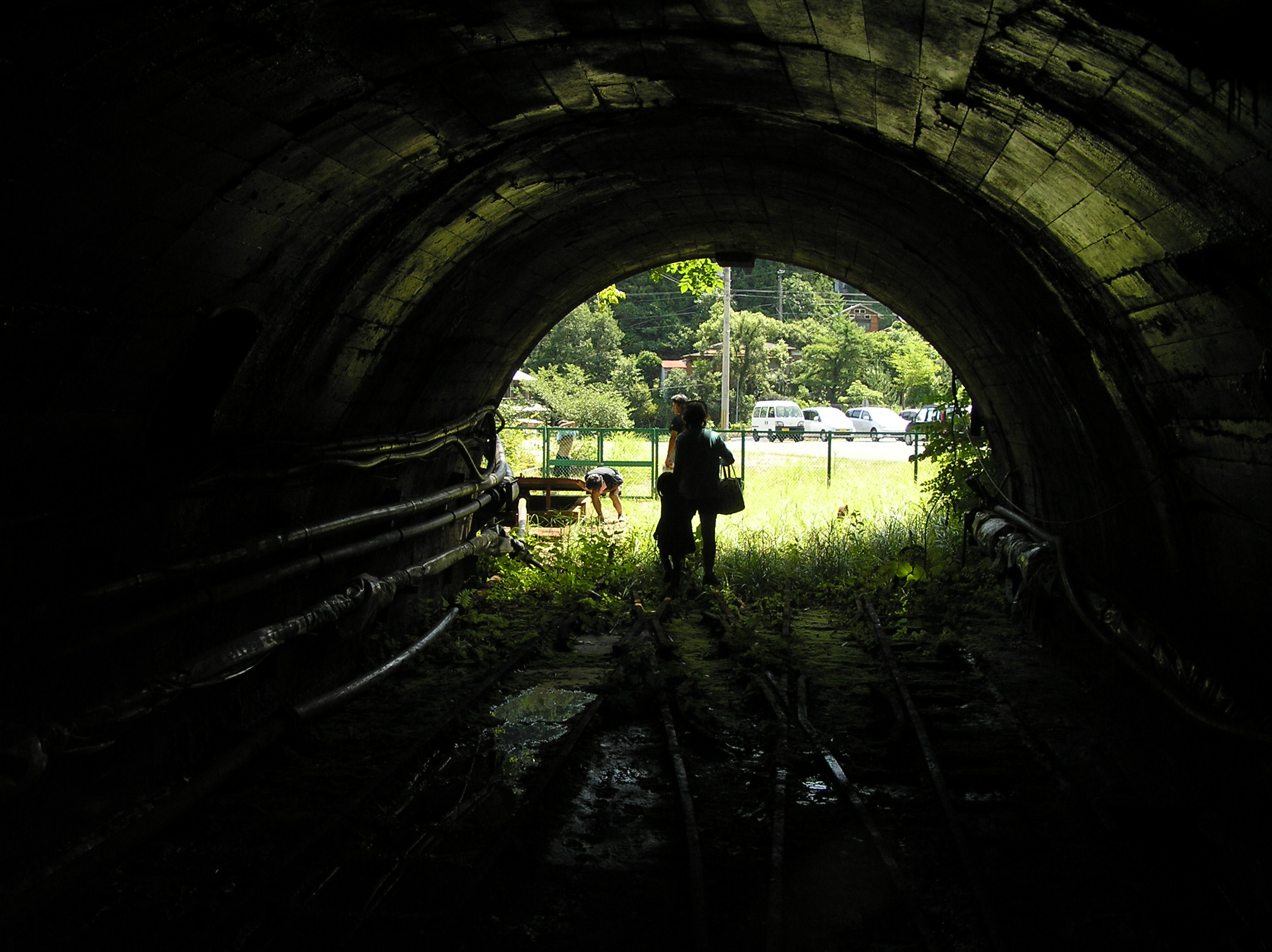
Saída de uma beta no Japão

A beta ou galeria a céu aberto é um galeria com desenvolvimento inteiramente horizontal, cujo acesso ocorre não por meio de um poço, mas diretamente através de uma abertura vertical em uma parede rochosa. As galerias a céu aberto podem ter função tanto de carregamento, ou seja, de transporte do minério extraído, quanto função extrativa, funcionando como conexão com o exterior para as partes centrais da mina.
Também na arquitetura, especialmente em edifícios religiosos, às vezes se usa o termo galeria a céu aberto.